# Alfred Kobel
Alfred Kobel (* 1. Mai 1925 in St. Gallen; † 25. Januar 2011 in Sri Lanka) war ein Schweizer Bildender Künstler und Kunstpädagoge. Sein Werk umfasst Tafelmalerei, Aquarelle, Radierungen, Zeichnungen, Plakate, Illustrationen für Kinder- und Schulbücher, plastische Kinderbildnisse, Glasmalerei sowie Kunst am Bau.

## Leben und Werk
Alfred Kobel besuchte die Kunstgewerbeschule St. Gallen. Seine Lehrer waren Willy Baus, Fritz Gilsi, Alfred Stärkle (1883–1962) und Jakob Nef (1896–1977). Anschliessend absolvierte Kobel ein Volontariat bei Fritz Butz. Wegen eines Lungenleidens, das ihn zeitlebens begleitete, hielt er sich für einen längeren Kuraufenthalt in Arosa auf. 
Anschliessend arbeitete Kobel als selbstständiger Illustrator in St. Gallen und illustrierte u. a. Schul- und Jugendbücher, so 1952 die «Lesefibel» für die Primarschule. Daneben malte er und besuchte in Paris die Académie Lhote von André Lhote. 
Alfred Kobel unterrichtete von 1959 bis 1989 figürliches Zeichnen und Illustration an der Kunstgewerbeschule St. Gallen. Seine Werke stellte er in Einzel- und Gruppenausstellungen aus. 
In St. Gallen schuf Kobel Wandbilder für Schulhäuser und Glasfenster für Kirchen. Er erhielt für seinen farbigen Holzschnitt bei einem internationalen Wettbewerb für Bibelillustration den ersten Preis und 1962 den Anerkennungspreis der Stadt St. Gallen. Anlässlich seines 80. Geburtstags wurden Werke im St. Galler Regierungsgebäude und in der Galerie Werkart ausgestellt.